# Jurjuzaň (řeka)
Jurjuzaň (rusky Юрюзань, baškirsky Йүрүҙән) je řeka v Baškirské republice a v Čeljabinské oblasti v Rusku. Je 404 km dlouhá. Povodí má rozlohu 7 240 km².

## Průběh toku
Pramení na Jižním Urale severně od masivu Jamantau. Na horním toku teče v hlubokém údolí. Na středním toku se údolí rozšiřuje a směrem k ústí při průtoku Ufimskou planinou se opět zužuje. Je to levý přítok Ufy (povodí Kamy). Ústí do Pavlovské přehrady.

## Vodní stav
Zdroj vody je smíšený s převahou sněhového. Průměrný roční průtok vody činí 55 m³/s. Kulminuje na jaře, kdy proteče okolo 60 % ročního průtoku, v létě způsobují deště zvedání hladiny. Zamrzá ve druhé polovině října až na začátku prosince a rozmrzá v dubnu. Při tání se vytvářejí ledové zátarasy.

## Využití
Voda se využívá na zásobování průmyslu. Řeka je splavná a na dolních 14 km je rozvinutá lodní doprava. Leží na ní města Jurjuzaň a Usť-Katav.